# Gimme Back My Bullets
Gimme Back My Bullets es el cuarto álbum de estudio de la banda estadounidense de rock Lynyrd Skynyrd, publicado el 2 de febrero de 1976 a través de MCA Records. Llegó al puesto veinte de la lista Billboard 200 y recibió el disco de oro de la RIAA en 1981.

## Lista de canciones
Cara A
1. "Gimme Back My Bullets" (Gary Rossington, Ronnie Van Zant) – 3:28
2. "Every Mother's Son" (Allen Collins, Ronnie Van Zant) – 4:56
3. "Trust" (Allen Collins, Gary Rossington, Ronnie Van Zant) – 4:25
4. "I Got the Same Old Blues" (J.J. Cale) – 4:08

Cara B
1. "Double Trouble" (Allen Collins, Ronnie Van Zant) – 2:49
2. "Roll Gypsy Roll" (Allen Collins, Gary Rossington, Ronnie Van Zant) – 2:50
3. "Searching" (Allen Collins, Ronnie Van Zant) – 3:17
4. "Cry for the Bad Man" (Allen Collins, Gary Rossington, Ronnie Van Zant) – 4:48
5. "All I Can Do Is Write About It" (Allen Collins, Ronnie Van Zant) – 4:16

Pistas adicionales CD 1999
1. "Gimme back my Bullets (directo)" (Gary Rossington, Ronnie Van Zant) – 4:18
2. "Cry for the Bad Man (directo)" (Gary Rossington, Allen Collins, Ronnie Van Zant) – 5:35

- Ambas pistas adicionales grabadas el 7 de marzo de 1976 en Bill Graham's Winterland, San Francisco, California, previamente inéditas.

### Pistas adicionales 2006 CD Deluxe Edition
1. "Double Trouble (directo)" (Allen Collins, Ronnie Van Zant)
2. "I got the Same Old Blues (directo)" (J.J. Cale)
3. "Gimme back my Bullets (directo)" (Gary Rossington, Ronnie Van Zant) – 4:18
4. "Cry for the Bad Man (directo)" (Gary Rossington, Allen Collins, Ronnie Van Zant) – 5:35
5. "All I Can Do Is Write About It (versión acústica)" (Allen Collins, Ronnie Van Zant)
6. "Double Trouble (versión alternativa de estudio)" (Allen Collins, Ronnie Van Zant)

- Pistas adicionales en directo grabadas el 7 de marzo de 1976 en Winterland Ballroom, San Francisco, California.

### DVD adicional en edición 2006 Deluxe Edition
1. "Double Trouble" (Allen Collins, Ronnie Van Zant)
2. "I Ain't the One" (Gary Rossington, Ronnie Van Zant)
3. "Call Me the Breeze" (Gary Rossington, Ronnie Van Zant)
4. "I Got the Same Old Blues (Live)" (J.J. Cale)
5. "Every Mother's Son" (Allen Collins, Ronnie Van Zant)
6. "Sweet Home Alabama" (Ed King, Gary Rossington, Ronnie Van Zant)
7. "Free Bird" (Allen Collins, Ronnie Van Zant)

- Todas las canciones grabadas para The Old Grey Whistle Test de la televisión BBC en 1976.

## Créditos
Lynyrd Skynyrd
- Ronnie Van Zant – voz
- Allen Collins – guitarra
- Gary Rossington – guitarra
- Billy Powell – teclados
- Leon Wilkeson – bajo, coros
- Artimus Pyle – batería, percusión

Músicos adicionales
- The Honkettes (coros en 5,8)
- Lee Freeman (arpa en 4)
- Barry Lee Harwood (dobre y mandolina en 9), violín en 9 como "sin identificar".